# Nathan Ngoumou
Nathan Ngoumou Minpole (* 14. března 2000) je kamerunský profesionální fotbalista, který hraje na pozici ofenzivního záložníka nebo křídelníka za německý klub Borussia Mönchengladbach. Narodil se ve Francii, ale hraje za kamerunský národní tým.

## Klubová kariéra

### Toulouse
Ngoumou, mládežnický produkt Toulouse, podepsal svou první profesionální smlouvu se svým mateřským klubem v listopadu 2018. Svůj profesionální debut si odbyl 24. května 2019 při prohře 2:1 v Ligue 1 s Dijonem.

### Borussia Mönchengladbach
Dne 30. srpna 2022 podepsal Ngoumou pětiletou smlouvu s Borussií Mönchengladbach v Německu.

## Reprezentační kariéra
Ngoumou se narodil ve Francii a je kamerunského a gabonského původu. Dne 5. února 2019 byl povolán do francouzské reprezentace do 19 let.[zdroj?]
Dne 7. března 2025 byla FIFA schválena žádost změny sportovní státní příslušnosti na kamerunskou.
Ngoumou debutoval za kamerunskou reprezentaci 19. března 2025 při remíze 0:0 v kvalifikaci na Mistrovství světa ve fotbale 2026 proti Svazijsku, když v 78. minutě vystřídal Jacksona Tchatchouu.

## Osobní život
Ngoumou je bratrancem kamerunského fotbalového reprezentanta Achille Emany. Jeho dědeček Clément Ebozo'o Eya'a byl druhým gabonským fotbalistou, který hrál v 60. letech 20. století v Division 1.[zdroj?] Je také držitelem kamerunského občanství.

## Statistiky

### Klubové
Platí k zápasu hranému 15. března 2025.
| Klub                     | Sezóna            | Liga                   | Liga   | Liga | Národní pohár | Národní pohár | Ligový pohár | Ligový pohár | Ostatní | Ostatní | Celkově | Celkově |
| Klub                     | Sezóna            | Soutěž                 | Zápasy | Góly | Zápasy        | Góly          | Zápasy       | Góly         | Zápasy  | Góly    | Zápasy  | Góly    |
| ------------------------ | ----------------- | ---------------------- | ------ | ---- | ------------- | ------------- | ------------ | ------------ | ------- | ------- | ------- | ------- |
| Toulouse II              | 2017/18           | Championnat National 3 | 2      | 0    | —             | —             | —            | —            | —       | —       | 2       | 0       |
| Toulouse II              | 2018/19           | Championnat National 3 | 18     | 4    | —             | —             | —            | —            | —       | —       | 18      | 4       |
| Toulouse II              | 2019/20           | Championnat National 3 | 14     | 4    | —             | —             | —            | —            | —       | —       | 14      | 4       |
| Toulouse II              | 2020/21           | Championnat National 3 | 1      | 0    | —             | —             | —            | —            | —       | —       | 1       | 0       |
| Toulouse II              | Celkově           | Celkově                | 35     | 8    | —             | —             | —            | —            | —       | —       | 35      | 8       |
| Toulouse                 | 2018/19           | Ligue 1                | 1      | 0    | 0             | 0             | 0            | 0            | —       | —       | 1       | 0       |
| Toulouse                 | 2019/20           | Ligue 1                | 1      | 0    | 1             | 0             | 2            | 0            | —       | —       | 4       | 0       |
| Toulouse                 | 2020/21           | Ligue 2                | 9      | 2    | 4             | 1             | —            | —            | 3       | 0       | 16      | 3       |
| Toulouse                 | 2021/22           | Ligue 2                | 35     | 8    | 2             | 0             | —            | —            | —       | —       | 37      | 8       |
| Toulouse                 | 2022/23           | Ligue 1                | 1      | 0    | —             | —             | —            | —            | —       | —       | 1       | 0       |
| Toulouse                 | Celkově           | Celkově                | 47     | 10   | 7             | 1             | 2            | 0            | 3       | 0       | 59      | 11      |
| Borussia Mönchengladbach | 2022/23           | Bundesliga             | 20     | 1    | 1             | 0             | —            | —            | —       | —       | 21      | 1       |
| Borussia Mönchengladbach | 2023/24           | Bundesliga             | 32     | 5    | 4             | 1             | —            | —            | —       | —       | 36      | 6       |
| Borussia Mönchengladbach | 2024/25           | Bundesliga             | 17     | 2    | 2             | 0             | —            | —            | —       | —       | 19      | 2       |
| Borussia Mönchengladbach | Celkově           | Celkově                | 69     | 8    | 7             | 1             | —            | —            | —       | —       | 76      | 9       |
| Celkově v kariéře        | Celkově v kariéře | Celkově v kariéře      | 151    | 26   | 14            | 2             | 2            | 0            | 3       | 0       | 170     | 28      |

### Reprezentační
Platí k zápasu hranému 25. března 2025.
| Národní tým | Rok     | Zápasy | Góly |
| ----------- | ------- | ------ | ---- |
| Kamerun     | 2025    | 2      | 0    |
| Celkově     | Celkově | 2      | 0    |

## Úspěchy
Toulouse
- Ligue 2: 2021/22

Individuální
- Tým roku Ligue 2: 2021/22